# Ploceus golandi
Ploceus golandi е вид птица от семейство Ploceidae. Видът е застрашен от изчезване.

## Разпространение
Видът е разпространен в Кения.